# 希腊民主军
希腊民主军是1946年—1949年希腊内战期间，希腊共产党建立的武装组织。1946年10月28日，希腊民主军成立，马科斯·瓦菲阿迪斯为总司令。1947年12月，希腊民主军在希腊北部山区建立临时民主政府。鼎盛时，有5万名成员。1949年8月，希腊民主军战败。